# Sollevamento pesi ai Giochi della XIV Olimpiade - Pesi massimi
La competizione della categoria pesi massimi (oltre a 82,5 kg) di sollevamento pesi ai Giochi della XIV Olimpiade si è svolta il giorno 11 agosto 1948  al Earls Court Exhibition Centre a Londra.

## Regolamento
La classifica era ottenuta con la somma delle migliori alzate delle seguenti 3 prove:
- Distensione lenta
- Strappo
- Slancio

Su ogni prova ogni concorrente aveva diritto a tre alzate.

## Risultati
| Pos. | Atleta              | Nazione       | Peso Atleta | Totale | Distensione lenta | Distensione lenta | Distensione lenta | Strappo | Strappo | Strappo | Slancio | Slancio | Slancio |
| Pos. | Atleta              | Nazione       | Peso Atleta | Totale | 1                 | 2                 | 3                 | 1       | 2       | 3       | 1       | 2       | 3       |
| ---- | ------------------- | ------------- | ----------- | ------ | ----------------- | ----------------- | ----------------- | ------- | ------- | ------- | ------- | ------- | ------- |
| 1    | John Henry Davis    | Stati Uniti   | 98,64       | 452,5  | 137,5             | 147,5             | -                 | 127,5   | 137,5   | 142,5   | 165,0   | 177,5   | 177,5   |
| 2    | Norbert Schemansky  | Stati Uniti   | 92,61       | 425,0  | 117,5             | 122,5             | 125,0             | 127,5   | 132,5   | 137,5   | 160,0   | 170,0   | 177,5   |
| 3    | Abraham Charité     | Paesi Bassi   | 102,50      | 412,5  | 120,0             | 125,0             | 127,5             | 117,5   | 122,5   | 125,0   | 150,0   | 155,0   | 160,0   |
| 4    | Alfred Knight       | Gran Bretagna | 99,20       | 390,0  | 112,5             | 117,5             | 122,5             | 112,5   | 117,5   | 120,0   | 145,0   | 145,0   | 155,0   |
| 5    | Hanafi Moustafa     | Egitto        | 102,60      | 385,0  | 112,5             | 117,5             | 120,0             | 110,0   | 115,0   | 115,0   | 145,0   | 150,0   | 155,0   |
| 6    | Niels Petersen      | Danimarca     | 98,28       | 382,5  | 107,5             | 115,0             | 117,5             | 105,0   | 112,5   | 112,5   | 150,0   | 155,0   | 155,0   |
| 7    | Robert Allart       | Belgio        | 101,04      | 377,5  | 115,0             | 120,0             | 122,5             | 105,0   | 110,0   | 112,5   | 140,0   | 145,0   | 147,5   |
| 8    | Petrus Taljaard     | Sudafrica     | 105,25      | 375,0  | 112,5             | 117,5             | 122,5             | 107,5   | 112,5   | 112,5   | 140,0   | 140,0   | 145,0   |
| 9    | Alfonso Parera      | Cuba          | 96,87       | 372,5  | 105,0             | 110,0             | 110,0             | 105,0   | 110,0   | 112,5   | 140,0   | 140,0   | 155,0   |
| 10   | Carlos Domínguez    | Perù          | 97,00       | 362,5  | 112,5             | 117,5             | 117,5             | 105,0   | 110,0   | 110,0   | 135,0   | 140,0   | 142,5   |
| 11   | Hugo Vallarino      | Argentina     | 101,08      | 357,5  | 100,0             | 105,0             | 105,0             | 107,5   | 112,5   | 112,5   | 145,0   | 152,5   | 152,5   |
| 12   | Raymond Magee       | Australia     | 115,70      | 357,5  | 110,0             | 115,0             | 115,0             | 105,0   | 110,0   | 112,5   | 130,0   | 137,5   | 145,0   |
| 13   | Leopoldo Briola     | Argentina     | 95,34       | 347,5  | 110,0             | 115,0             | 115,0             | 97,5    | 102,5   | 107,5   | 130,0   | 135,0   | 140,0   |
| 14   | Franz Eibler        | Austria       | 84,35       | 327,5  | 95,0              | 102,5             | 105,0             | 100,0   | 107,5   | 107,5   | 125,0   | 130,0   | 130,0   |
| 15   | Muhammad Naqi Butt  | Pakistan      | 86,15       | 320,0  | 90,0              | 95,0              | 97,5              | 90,0    | 95,0    | 97,5    | 120,0   | 125,0   | 127,5   |
| 16   | Dandamudi Rajagopal | India         | 91,70       | 305,0  | 87,5              | 92,5              | 95,0              | 85,0    | 90,0    | 92,5    | 112,5   | 117,5   | 122,5   |